# Time After Time (serial telewizyjny)
Time After Time – amerykański serial science fiction, wyprodukowany przez Outerbanks Entertainment oraz Warner Bros. Television. Kevin Williamson stworzył serial na podstawie powieści o tym samym tytule autorstwa Karla Alexandera. Time After Time był emitowany od 5 marca 2017 do 26 marca 2017 roku przez ABC.
29 marca 2017 roku stacja przerwała emisję serialu po 5 odcinkach. Pozostałe wyemitowano poza ABC.

## Fabuła
Serial skupia się na H.G. Wellsie, który podróżuje wehikułem czasu. Trafia do Manhattanu aby prowadzić śledztwo w sprawie seryjnego mordercy, Kuby Rozpruwacza.

## Obsada
- Freddie Stroma jako H.G. Wells[3]
- Josh Bowman jako John Stevenson/Kuba Rozpruwacz[4]
- Genesis Rodriguez jako Jane[5]
- Nicole Ari Parker jako Vanessa Anders[6]
- Will Chase jako Griffin Monroe[7]
- Jordin Sparks jako Jesse Givens[8]
- Jennifer Ferrin jako Brooke[9]

## Odcinki
| Sezon | Sezon | Odcinki | Oryginalna emisja | Oryginalna emisja | Oryginalna emisja | Oryginalna emisja | Oryginalna emisja |
| Sezon | Sezon | Odcinki | Premiera sezonu   | Finał sezonu      | Premiera sezonu   | Finał sezonu      |                   |
| ----- | ----- | ------- | ----------------- | ----------------- | ----------------- | ----------------- | ----------------- |
|       | 1     | 5 z 12  | 5 marca 2017      | 26 marca 2017     | –                 | –                 |                   |

### Sezon 1 (2017)
| # | Tytuł                 | Reżyseria       | Scenariusz                                  | Premiera ABC  |
| - | --------------------- | --------------- | ------------------------------------------- | ------------- |
| 1 | Pilot                 | Marcos Siega    | Karl Alexander, Steve Hayes, Nicholas Meyer | 5 marca 2017  |
| 2 | I Will Catch You      | Marcos Siega    | Kevin Williamson                            | 5 marca 2017  |
| 3 | Out of Time           | Steve Shill     | Gabrielle Stanton                           | 12 marca 2017 |
| 4 | Secrets Stolen        | Tricia Brock    | Karen Wyscarver, Sanford Golden             | 19 marca 2017 |
| 5 | Picture Fades         | Marcos Siega    | Daniel T. Thomsen                           | 26 marca 2017 |
| 6 | Caught up in Circles  | Michel Allowitz | Dewayne Jones                               | brak danych   |
| 7 | Suitcases of Memories | Allison Anders  | Kai Yu Wu                                   | brak danych   |
| 8 | If You’re Lost        | Marcos Siega    | Brian Millikin                              | brak danych   |

## Produkcja
14 września 2015 ogłoszono, że Kevin Williamson rozpoczął pracę nad scenariuszem do serialu Time After Time na podstawie powieści o tym samym tytule.
28 stycznia 2016 roku stacja ABC zamówiła pilotażowy odcinek.
W kolejnym miesiącu ogłoszono, że główne role w serialu zagrają Freddie Stroma oraz Josh Bowman, który jest znany z zerialu Zemsta. W marcu 2016 roku Génesis Rodríguez oraz Jordin Sparks dołączyły do obsady.
13 maja 2016 roku stacja ABC zamówiła pierwszy sezon serialu na sezon telewizyjny 2016/17.
22 czerwca 2016 ogłoszono, że Nicole Ari Parker zastąpi Reginę Taylor w „Time After Time”.
W sierpniu 2016 roku do obsady dołączyli Jennifer Ferrin oraz Will Chase.